# Diario Pregón de La Plata
El Diario Pregón de La Plata es un medio fundado el 9 de julio de 1942 en la La Plata, Provincia de Buenos Aires. Actualmente se autodefine como diario del mediodía dirigido a quienes van a gobernar con una visión nacional y católica.

## Fundación
Se fundó el 9 de julio de 1942, durante el mandato del gobernador Rodolfo Moreno. Su primer director y fundador fue el escribano Hernando Navas. Su hijo José Hernando Navas lo dirigió desde 1953 hasta el año 2002. Desde el 21 de agosto de 2002 lo dirige Emilio Nazar Kasbo.

## Perfil del Diario
En su número inaugural del 9 de julio de 1942 el diario publicó un mensaje del entonces gobernador bonaerense en que sostenía: "Iniciar una publicación periodística el día de la consagración jurídica de la libertad argentina, equivale a ponerla bajo el más grande auspicio nacional... Un órgano de prensa que nace limpio, claro y libre, está obligado a ser sincero, veraz, culto, moderado y patriota. No oculten la verdad, no mientan nunca, no escatimen el elogio merecido y no limiten la crítica justiciera".
En el mismo número, el fundador expresó: "inspirarnos siempre en las intenciones y anhelos de los Próceres que nos dieron Patria y Libertad y así podremos ser, como ellos, veraces, sinceros, moderados y patriotas".[cita requerida]
Funcionó muchos años en la casa familiar de su segundo director, en la Calle 51 entre 7 y 8 de La Plata, y entre los años 1950 y 1960 era conocido por un suplemento gráfico en que reflejaba la vida social de la ciudad, los casamientos, bautismos, nacimientos y viajes de los círculos más distinguidos. Asimismo, el Diario funcionó en la galería de calle 48 entre 7 y 8 de la ciudad, más tarde en 49 entre 12 y 13, y prosiguió hasta el año 2002 en 12 Nro 717 de La Plata. Al asumir la dirección del medio el Dr. Emilio Nazar Kasbo, desde el 22 de agosto de 2002 funcionó en calle 11 Nro 728 de la ciudad, luego se trasladó a 47 Nº 989, hasta su actual dirección en calle 12 Nro 582 de La Plata.
Desde el 2002 adoptó una línea editorial identificada con el nacionalismo católico. Dicha línea corresponde a lo que se denomina "tercera posición" respecto del capitalismo y del comunismo, buscando la aplicación concreta de la Doctrina Social de la Iglesia (dirigida a católicos y no católicos),además de que reivindica el espíritu patriótico con la identidad propia, surgida de la Fe Católica, que involucra el cumplimiento de los Diez Mandamientos con el espíritu de libertad enseñado por Jesucristo y el cumplimiento de los Preceptos de la Iglesia, abarcativo e inclusivo en su mensaje universal, es decir, a toda persona que busca la Felicidad que se halla en la perfección del Absoluto. Asimismo, se repudian todos los excesos cometidos en la Argentina durante gobiernos ya sean democráticos o militares, involucrando también en dichos excesos los endeudamientos externos y la sumisión a mandatos internacionales destructivos.
El periódico es impreso en papel obra, en tamaño doble A4 a cuatro colores (también en blanco y negro) de lunes a miércoles y se distribuye en oficinas públicas y tribunales, así como a un núcleo de suscriptores que lo reciben en formato PDF.

## Polémicas
El diario publicó una nota de tapa en su edición impresa del miércoles 30 de octubre de 2013, difundiendo un correo electrónico recibido por el medio, ello tras una insuficientemente explicada y prolongadísima ausencia de la entonces presidente de Argentina Cristina Fernández de Kirchner. En dicho mail difundido, se mencionaba que la causa de tal ausencia era el fallecimiento de la entonces primera mandataria, bajo el título "Un trascendido informa el fallecimiento de la Presidente" y con el subtítulo "Según una información recibida por Pregón de La Plata por mail, la Presidente habría fallecido. En medio de la ausencia de Cristina Fernández, hasta el momento sólo hubo repercusiones mediáticas, sin una desmentida oficial". Esa misma información fue publicada en el sitio web del periódico el día anterior. La publicación motivó una polémica, que el mismo Diario reprodujo, ello debido a una errónea interpretación y falta de lectura crítica de los artículos, dado que se daba cuenta de la circulación del mail con tal contenido, y que la prolongada ausencia de la presidenta fortalecía tales rumores. La nota en cuestión publicada por Infoplatense el día 30 de octubre de 2013, consignaba que Pregón "hace uso de artículos periodísticas del Grupo Perfil en los cuales se cuestiona la ausencia pública de la mandataria y hace uso de las declaraciones vertidas por Elisa Carrió, quien el pasado 28 de octubre dijo: “Hoy Cristina Kirchner no está, y no sabemos si vuelve”."
A ello se agrega la repercusión de la ausencia de la entonces Presidente, que no sólo ha sido en medios locales, sino también internacionales. En notas semejantes que ya circulaban en los primeros diez días de octubre de 2013, era cuestionada la salud mental de la presidenta, y muchos sostienen que el artículo de Diario Pregón colaboró en una "victimización" mediática de la exmandataria.
Pregón publicó luego con motivo de dicho mail, un descargo referido al contenido del mail, que fuera recibido telefónicamente por el medio, y que fue efectuado por la Sra. Marta Ayala, una allegada a la familia de la entonces Presidente.
Asimismo, con motivo de dicho evento, sucesivamente fueron publicados una serie de artículos analizando la ausencia de la presidenta. El médico y periodista Nelson Castro a su vez, y con posterioridad, fue autor de un libro sobre la salud de Cristina Fernández de Kirchner en el cual particularmente desmenuzó tal prolongada ausencia, titulado "Secreto de Estado, la verdad sobre la salud de Cristina Fernández de Kirchner".

## Entredicho del director con el presidente de Turquía
El director Nazar Kasbo es abogado y periodista con categoría internacional, y en tal condición ha sido periodista acreditado por Diario Pregón de La Plata, en el marco de la Cumbre del G-20 de Buenos Aires. En dicho marco, en la conferencia de prensa que ofreció el presidente turco Recep Tayyip Erdoğan, el periodista Nazar Kasbo formuló una pregunta en la que se dio a conocer como bisnieto de víctimas fatales del genocidio armenio. 
Cabe destacar que el bisabuelo del director Nazar Kasbo, fue ejecutado en 1915 por no haber renegado de su Fe Católica en las afueras de la ciudad de Mardin (actual Turquía), mientras formaba parte del conjunto de masacrados denominado "Grupo Maloyan". Cabe destacar que Mons. Ignacio Maloyan era Obispo Armenio Católico de Mardin en 1915, y fue torturado ferozmente para que abjurara de su Fe Católica, y tras fracasar en el intento y exhibirlo a su misma madre, fue ejecutado. Las Actas de los Juicios llevados a cabo con motivo del Genocidio, son fuente histórica registrada de tales hechos, siendo el bisabuelo de Nazar Kasbo víctima fatal, y quedando sus abuelos como víctimas sobrevivientes. 
En el territorio de la actual Turquía, hacia el año 1915 había cerca de dos millones y medio de armenios. Erdoğan contestó a la pregunta del periodista Nazar Kasbo, sosteniendo que en la actualidad hay 30 mil armenios en Turquía a quienes se suman unos recientes 70 mil armenios inmigrantes, que no podía afirmarse la existencia de tal genocidio, preguntó ¿quién cometió genocidio contra quién? y afirmó que la cuestión debe quedar en manos de los historiadores.